# Reverb (entreprise)
Reverb est un marché en ligne pour les équipements musicaux neufs, d'occasion et vintage. Il est fondé en 2013 par David Kalt, peu de temps après avoir acheté le magasin d'instruments de musique Chicago Music Exchange. Le site accueille désormais plus de 10 millions de visiteurs mensuels,.
Pour aider les utilisateurs à déterminer la valeur marchande des instruments, Reverb propose un guide de prix contenant des données en temps réel. Il propose des applications iPhone et Android qui incluent les principales fonctionnalités du site et, depuis 2017, dispose d'une assistance sur le terrain au Royaume-Uni, aux Pays-Bas, en Australie, en Allemagne, en France et au Japon.
Le site propose également lors de ventes spéciales du matériel d'artistes notables tels que Maroon 5, Wilco, Green Day, Billy Corgan et Ray LaMontagne.

## Histoire

### Financement
En novembre 2013, Reverb obtient un financement de 2,3 millions de dollars auprès d'investisseurs,. La société lève 4,2 millions de dollars supplémentaires en janvier 2015 avant d'annoncer un montant additionnel de 25 millions de dollars dirigé par l'investisseur Summit Partners en décembre de la même année. En août 2017, la société annonce un financement de 15 millions de dollars provenant de 65 investisseurs, dont le cofondateur de PayPal Max Levchin et l'investisseur de la Silicon Valley Roger McNamee.

### Acquisition par Etsy
Le 15 août 2019, Etsy finalise l'acquisition de Reverb pour 275 millions de dollars.

## Modèle
Reverb facture des frais de commission au vendeur. La société propose également du contenu informatif tel que des vidéos de démonstration et des articles pratiques pour générer du trafic vers son site.